# Chandrayaan-2
Chandrayaan-2 (tiếng Phạn nghĩa là 'tàu mặt trăng'; pronunciationⓘ) là chuyến bay không gia thăm dò Mặt Trăng thứ nhì được phát triển bởi Tổ chức nghiên cứu không gian Ấn Độ (ISRO), sau chuyến bay Chandrayaan-1.  Nó bao gồm một tàu quỹ đạo Mặt Trăng, tàu đổ bộ Vikram và xe tự hành không gian Pragyan, tất cả đều được phát triển ở Ấn Độ. Mục tiêu khoa học chính là lập bản đồ vị trí và sự phong phú của nước Mặt Trăng thông qua Pragyan, và phân tích liên tục từ quỹ đạo quay quanh quỹ đạo cực của Mặt trăng 100 × 100 km.
Chuyến bay vào không gian được phóng tới Mặt Trăng từ bệ phóng thứ hai tại Trung tâm vũ trụ Satish Dhawan vào ngày 22 tháng 7 năm 2019 lúc 2,43 PM IST (09:13 UTC) bởi Tên lửa phóng vệ tinh Đồng bộ địa kỹ thuật Mark III (GSLV Mk III). Chiếc tàu đã tới quỹ đạo của Mặt trăng vào ngày 20 tháng 8 năm 2019 và bắt đầu các cuộc diễn tập định vị quỹ đạo cho cuộc đổ bộ của tàu đổ bộ Vikram. Vikram và tàu tự hành đã được lên kế hoạch hạ cánh ở phía gần Mặt trăng, trong vùng cực nam ở vĩ độ khoảng 70 ° nam vào khoảng 1:50 sáng ngày 7 tháng 9 năm 2019 và tiến hành các thí nghiệm khoa học trong một ngày âm lịch, kéo dài hai tuần Trái đất. Tuy nhiên, vào khoảng 1 giờ sáng IST, tàu đổ bộ đã lệch khỏi quỹ đạo dự định của nó ở xung quanh 2,1 kilômét (1,3 mi) từ điểm hạ cánh, và mất liên lạc. Báo cáo ban đầu cho thấy một vụ rơi đã được xác nhận bởi chủ tịch ISRO, ông K. Sivan, nói rằng vị trí tàu đổ bộ đã được tìm thấy và "đó phải là một cuộc hạ cánh đổ bộ khó khăn". Quỹ đạo này, là một phần của chuyến bay không gian với tám dụng cụ khoa học, vẫn hoạt động và sẽ tiếp tục sứ mệnh 7 năm để nghiên cứu Mặt trăng.

## Lịch sử
Vào ngày 12 tháng 11 năm 2007, đại diện của Cơ quan Vũ trụ Liên bang Nga (Roscosmos) và ISRO đã ký một thỏa thuận để hai cơ quan hợp tác với nhau trong dự án Chandrayaan-2. ISRO sẽ có trách nhiệm chính đối với quỹ đạo và động cơ, trong khi Roscosmos sẽ cung cấp cho tàu đổ bộ. Chính phủ Ấn Độ đã phê chuẩn vụ phóng tàu không gian này trong một cuộc họp của Nội các Liên minh, được tổ chức vào ngày 18 tháng 9 năm 2008 và do Thủ tướng Manmohan Singh.  Thiết kế của tàu vũ trụ đã được hoàn thành vào tháng 8 năm 2009, với các nhà khoa học của cả hai nước tiến hành đánh giá chung.
Mặc dù ISRO đã hoàn tất tải trọng cho Chandrayaan-2 mỗi lịch trình, nhiệm vụ đã bị hoãn lại vào tháng 1 năm 2013 
và dời lại năm 2016 vì Nga không thể phát triển tàu đổ bộ đúng hạn. Roscosmos sau đó đã rút lui sau thất bại của nhiệm vụ Fobos-Grunt trên sao Hỏa, vì các khía cạnh kỹ thuật liên quan đến nhiệm vụ Fobos-Grunt cũng được sử dụng trong các dự án mặt trăng, cần được xem xét. Khi Nga viện dẫn việc không thể cung cấp tàu đổ bộ ngay cả vào năm 2015, Ấn Độ đã quyết định phát triển sứ mệnh mặt trăng một cách độc lập.
Thời gian phóng tàu vũ trụ đã được lên kế hoạch vào tháng 3 năm 2018, nhưng lần đầu tiên bị trì hoãn đến tháng 4 và sau đó đến tháng 10 để tiến hành các thử nghiệm tiếp theo trên phương tiện. Vào ngày 19 tháng 6 năm 2018, sau cuộc họp Đánh giá kỹ thuật toàn diện lần thứ tư của chương trình, một số thay đổi về cấu hình và trình tự hạ cánh đã được lên kế hoạch để thực hiện, đẩy việc ra mắt đến nửa đầu năm 2019. 
Hai trong số các chân của tàu đổ bộ bị hư hại nhẹ trong một trong các thử nghiệm vào tháng 2 năm 2019.
Chandrayaan-2 ban đầu được lên kế hoạch phóng đi vào ngày 14 tháng 7 năm 2019, 21 giờ 21 phút UTC (ngày 15 tháng 7 năm 2019 lúc 02:51 giờ IST), với cuộc đổ bộ dự kiến vào ngày 6 tháng 9 năm 2019. 
Tuy nhiên, việc phóng đã bị hủy bỏ do trục trặc kỹ thuật và bị dời lại. Việc phóng diễn ra ra vào ngày 22 tháng 7 năm 2019 lúc 09:13 UTC (14:43 IST) trên chuyến bay hoạt động đầu tiên của một chiếc GSLV MK III M1.